# René Hardy
René Hardy (Mortrée, 31 ottobre 1911 – Melle, 12 aprile 1987) è stato un partigiano e scrittore francese. Durante la seconda guerra mondiale è stato protagonista della resistenza.

## Biografia
All'inizio della Seconda guerra mondiale lavorava nelle ferrovie come addetto ai binari, ma quando la Francia fu invasa dai tedeschi si unì alle formazioni resistenti impegnate in operazioni di sabotaggio. Fu apparentemente catturato dalla Gestapo e torturato per ottenere le informazioni che portarono alla cattura di Jean Moulin e Charles Delestraint.
Secondo alcuni altri resistenti, invece, sarebbe stato in realtà un collaboratore dei nazisti: come prova della presunta collaborazione ci sarebbe il suo rapido rilascio dopo la cattura, avvenuto il 7 giugno 1943, e la sua decisione di allontanarsi da un meeting, il 21 giugno dello stesso anno, durante il quale la Gestapo catturò un ampio numero di leader della Resistenza francese.
In ogni caso, dopo la guerra, Hardy fu processato due volte per collaborazione, ma fu assolto in entrambi i casi. Poco prima della sua morte fu accusato di nuovo da Klaus Barbie, ma morì prima che fosse istruito un nuovo processo. Dopo la guerra divenne uno scrittore. Dal suo romanzo Amère Victoire fu tratto il film Vittoria amara (1957) diretto da Nicholas Ray.

## Pubblicazioni
- Amère Victoire per il quale ha ottenuto il premio Deux-Magots nel 1956
- Sentinelle perdue
- La frontière passe à Muratoli
- L'aigle et le cheval
- Ce n'était pas le moment d'avoir vingt ans
- La route des cygnes
- Le livre de la colère (1951)
- Le bois des amants (1960)
- Derniers mots (1984)
- Gautier sans amour (1981)